# 陇拶
陇拶（？—？），唃厮啰国第五代赞普。溪巴溫之子。
原居黄河以南。元符二年（1099年），宋朝进入河湟，攻取邈川（今青海省海东市乐都区），兵臨青唐（今青海省西宁市）。贵族反叛，唃厮啰国赞普瞎征逃到青唐新城，和妻子削发为僧尼。青唐无主，部族离乱。大首領心牟欽毡和契丹、西夏公主迎立陇拶，为赞普。九月，率众投降宋朝。十一月，宋朝将领王仲达、高永年率领千骑，把他送到东京开封府朝觐，宋哲宗以他为河西节度使、差知鄯州军州事，充蕃部都护，封武威郡公，如府谷折氏世袭。次年四月，赐名赵怀德，令在鄯州住坐。因鄯州为弟弟溪赊罗撒占据，陇拶不得前往，改知湟州，受命“招纳携叛，镇遏边境”。后被溪赊罗撒攻击，逃到黄河以南，被当地首领郎阿章及缅什罗等利用号令当地各部族。宋徽宗崇宁三年（1104年）十月，宋朝王厚军至，入据黄河以南，他率众投降，第二年二月，到开封府，授感德军节度使，封安化郡王。大观二年（1108年）正月，改封顺义郡王，昭化军节度使，河南蕃部总领。自此，开始在河南吐蕃诸部中活动。
| 前任： 瞎征 | 唃厮啰國赞普 1099年9月15日－1099年10月6日 | 繼任： 溪赊罗撒 |